# Парламентские выборы в Польше (2011)
Парламентские выборы в Польше прошли 9 октября 2011 года. В ходе выборов обновлён состав Сейма (460 депутатов) и Сената (100 депутатов).
460 депутатов Сейма избраны по пропорциональной системе с использованием метода д’Ондта, пятипроцентным барьером для партии, восьмипроцентным барьером для коалиций и квотой для партий национальных меньшинств (одно место). 100 сенаторов избраны по округам. Выборы в Сенат впервые проходили в одномандатных округах после соответствующего изменения в избирательном законодательстве.
4 августа президент Бронислав Коморовский назначил датой выборов 9 октября, хотя рассматривалась возможность проведения двухдневных выборов для повышения явки.

## Статистические данные о кандидатах

### Кандидаты в Сейм
| Статистические данные                    |       |         |         |
|                                          | Всего | Женщины | Мужчины |
| Количество зарегистрированных кандидатов | 7035  | 3063    | 3972    |
| Средний возраст кандидатов               | 44    | 43      | 44      |
| Возраст самого младшего кандидата        | 21    | 21      | 21      |
| Возраст старейшего кандидата             | 83    | 78      | 83      |

### Кандидаты в Сенат
| Статистические данные                    |       |         |         |
|                                          | Всего | Женщины | Мужчины |
| Количество зарегистрированных кандидатов | 500   | 70      | 430     |
| Средний возраст кандидатов               | 53    | 52      | 53      |
| Возраст самого младшего кандидата        | 30    | 30      | 30      |
| Возраст старейшего кандидата             | 82    | 82      | 82      |

## Выборная кампания
Предвыборная кампания проходила до 7 октября. С 24 сентября до 7 октября 2011 года Польское телевидение бесплатно транслировало материалы выборных комитетов. На Первом канале телевидения состоялось пять раундов предвыборных дебатов. В последнем из них представитель от партии Право и справедливость не участвовал.

### Иностранные наблюдатели
За голосованием наблюдали представители Ливии, которые побывали в избирательной комиссии в Радоме и на избирательном участке в Радомском повяте Мазовецкого воеводства. Наблюдатели из Египта посетили несколько избирательных участков в Плоцке.

## Предвыборные опросы
Явка избирателей ожидалась на уровне 60 %, при этом 17 % избирателей категорически отказывались принимать участие в грядущих выборах.
Последние предвыборные опросы показывали, что только три партии (Гражданская платформа, Право и справедливость и Союз демократических левых сил) точно преодолеют пятипроцентный барьер на выборах Сейм, Польская крестьянская партия попадёт в Сейм с высокой степенью вероятности, а партии Польша важнее всего и Движение Паликота находились на грани попадания в Сейм.
- Гражданская платформа: от 30 % до 40 %
- Право и справедливость: от 26 % до 33 %
- Союз демократических левых сил: от 8 % до 15 %
- Польская крестьянская партия: от 5 % до 9 %
- Движение Паликота: от 3 % до 8 %
- Польша важнее всего: от 1 % до 5 %

## Результаты выборов

### Лидеры партий, которые вошли в новый состав Сейма
- Дональд Туск
 Гражданская платформа (PO)
- Ярослав Качиньский
 Право и Справедливость (PiS)
- Януш Паликот
 Движение Паликота (RP)
- Вальдемар Павляк
 Польская крестьянская партия (PSL)
- Гжегож Наперальский 
Союз демократических левых сил (SLD)

На избирательные участки пришли 48,87 % избирателей; голоса распределились следующим образом:

### Сейм
|                             |                                             |            |       |               |              |  |  |
| Партия                      | Партия                                      | Голосов    | %     | Мест получено | +/–          |  |  |
|                             | Гражданская платформа                       | 5 629 773  | 39,18 | 207           | ▼ 2          |  |  |
|                             | Право и справедливость                      | 4 295 016  | 29,89 | 157           | ▼ 9          |  |  |
|                             | Движение Паликота                           | 1 439 490  | 10,02 | 40            | новая партия |  |  |
|                             | Польская народная партия                    | 1 201 628  | 8,36  | 28            | ▼ 3          |  |  |
|                             | Союз демократических левых сил              | 1 184 303  | 8,24  | 27            | ▼ 26         |  |  |
|                             | Польша важнее всего                         | 315 393    | 2,19  | 0             | новая партия |  |  |
|                             | Новые правые Януша Корвин-Микке             | 151 837    | 1,06  | 0             | новая партия |  |  |
|                             | Польская партия труда – Август 80           | 79 147     | 0,55  | 0             | ▬            |  |  |
|                             | Правые Речи Посполитой                      | 35 169     | 0,24  | 0             | новая партия |  |  |
|                             | Избирательный комитет немецкого меньшинства | 28 014     | 0,19  | 1             | ▬            |  |  |
|                             | Наш дом Польша — Самооборона Анджея Леппера | 9733       | 0,07  | 0             | ▬            |  |  |
| Всего                       | Всего                                       | 14 369 503 | 100   | 460           |              |  |  |
|                             |                                             |            |       |               |              |  |  |
| Действительных бюллетеней   | Действительных бюллетеней                   | 14 369 503 | 95,48 |               |              |  |  |
| Недействительных бюллетеней | Недействительных бюллетеней                 | 680 524    | 4,52  |               |              |  |  |
| Всего бюллетеней            | Всего бюллетеней                            | 15 050 027 | 100   |               |              |  |  |
| Явка избирателей            | Явка избирателей                            | 30 762 931 | 48,92 |               |              |  |  |

### Сенат
|                             |                                             |            |        |               |               |  |  |
| Партия                      | Партия                                      | Голосов    | %      | Мест получено | +/–           |  |  |
|                             | Гражданская платформа                       | 5 173 300  | 35,60  | 63            | ▲ 3           |  |  |
|                             | Право и справедливость                      | 3 915 355  | 26,94  | 31            | ▼ 8           |  |  |
|                             | Польская народная партия                    | 1 363 796  | 9,39   | 2             | ▲ 2           |  |  |
|                             | Союз демократических левых сил              | 1 307 546  | 9,00   | 0             | нет изменений |  |  |
|                             | Избирательный комитет Рафала Дуткевича      | 261 135    | 1,80   | 1             | —             |  |  |
|                             | Польша важнее всего                         | 109 182    | 0,75   | 0             | новая партия  |  |  |
|                             | Избирательный комитет Марека Боровского     | 104 238    | 0,72   | 1             | —             |  |  |
|                             | Правые Речи Посполитой                      | 82 115     | 0,57   | 0             | новая партия  |  |  |
|                             | Избирательный комитет Казимежа Куца         | 81 662     | 0,56   | 1             | —             |  |  |
|                             | Польская партия труда – Август 80           | 76 913     | 0,53   | 0             | ▬             |  |  |
|                             | Новые правые Януша Корвин-Микке             | 73 028     | 0,50   | 0             | новая партия  |  |  |
|                             | Избирательный комитет Влодзимежа Цимошевича | 39 095     | 0,27   | 1             | —             |  |  |
|                             | Избирательный комитет немецкого меньшинства | 34 247     | 0,24   | 0             | ▬             |  |  |
|                             | Наш дом Польша — Самооборона Анджея Леппера | 16 314     | 0,11   | 0             | ▬             |  |  |
|                             | Прочие партии и независимые кандидаты       | 1 893 535  | 13,04  | 0             | ▼ 1           |  |  |
| Всего                       | Всего                                       | 14 531 462 | 100    | 100           |               |  |  |
|                             |                                             |            |        |               |               |  |  |
| Действительных бюллетеней   | Действительных бюллетеней                   | 14 531 462 | 96,57  |               |               |  |  |
| Недействительных бюллетеней | Недействительных бюллетеней                 | 516 798    | 3,43   |               |               |  |  |
| Всего бюллетеней            | Всего бюллетеней                            | 15 048 260 | 100,00 |               |               |  |  |
| Явка избирателей            | Явка избирателей                            | 30 762 931 | 48,92  |               |               |  |  |

- «Гражданская платформа»: 63 сенатора
- «Право и справедливость»: 31 сенатор
- Польская крестьянская партия: 2 сенатора
- независимые кандидаты: 4

Партия «Право и справедливость» получила большинство голосов в юго-восточных воеводствах Польши, максимальное — в Подкарпатском воеводстве (48,6 % против 23,5 у «Гражданской платформы»). «Гражданская платформа» максимальное число голосов на выборах в Сейм получила в родном для её лидера Д. Туска Поморском воеводстве (51,4 % против 25,2 % у ПиС).
Лидер Союза демократических левых сил Г. Наперальский признал крупное поражение своей партии и призвал к обновлению её руководства.
Сюрпризом выборов стал успех Движения Паликота, которого некоторые за экстравагантность и занятое третье место называют польским Жириновским